# Predești
Predeşti es una comuna ubicada en el distrito de Dolj, Rumania.

## Superficie
Posee una superficie de 43,51 kilómetros cuadrados.

## Demografía
Hasta 2021 la población era de 1770 habitantes, con una densidad de población de 40,68 habitantes por kilómetro cuadrado.